# Mesoleius titarensis
Mesoleius titarensis là một loài tò vò trong họ Ichneumonidae.